# Buccinum chartium
Buccinum chartium är en snäckart som beskrevs av Dall 1919. Buccinum chartium ingår i släktet Buccinum och familjen valthornssnäckor. Inga underarter finns listade i Catalogue of Life.